# Sobór konkatedralny Zaśnięcia Najświętszej Bogurodzicy w Koszalinie
Cerkiew Zaśnięcia Najświętszej Bogurodzicy w Koszalinie – cerkiew greckokatolicka w Koszalinie. Jest to nowoczesna świątynia wybudowana w latach 1998–2006; poświęcona 24 czerwca 2006. Wewnątrz znajduje się współczesny ikonostas. Mieści się przy ul. Niepodległości 24-26.
Parafia greckokatolicka w Koszalinie istnieje od 1970 roku. Należy do eparchii wrocławsko-koszalińskiej. Od momentu reorganizacji struktury administracyjnej metropolii przemysko-warszawskiej stała się soborem konkatedralnym wrocławsko-koszalińskim.